# Monterde
Monterde es un municipio y localidad española de la provincia de Zaragoza, en la comunidad autónoma de Aragón. El término municipal tiene una población de 152 habitantes (INE 2024).

## Geografía
En el término municipal se encuentra la localidad de Llumes. El municipio tiene un área de 55,94 km² con una población de 133 habitantes (INE 2022) y una densidad de 2,38 hab./km².

## Historia
A mediados del siglo XIX, el lugar tenía contabilizada una población de 675 habitantes. Aparece descrito en el decimoprimer volumen del Diccionario geográfico-estadístico-histórico de España y sus posesiones de Ultramar de Pascual Madoz de la siguiente manera:

MONTERDE: l. con avunt. de la prov. y aud. terr. de Zaragoza (18 leg.), c. g. de Aragon, part. jud. de Ateca (4), dióc. de Tarazona (16), sit. en cuesta á la der. del r. Piedra y ribera izq. del riach. Ortiz: le baten generalmente los vientos del N. y E.; su clima es templado, y las enfermedades mas comunes catarros, tercianas y oftalmias. Tiene 140 casas que se distribuyen en 8 calles y una plaza, casa de ayunt. y cárcel, un granero que fue de los monjes Bernardos de Ntra. Sra. de Piedra, una escuela de niños á la que concurren 30, dotada con 2,300 rs.; igl. parr. (Ntra. Sra. de la Asuncion) servida por 5 beneficiados que componen el capítulo ecl.; 2 ermitas tituladas Ntra. Sra. del Castillo, que fue la parr. primitiva, y San Roque; un cementerio contiguo á la igl. y una fuente en la plaza, de que se surten los vec. Confina el térm. por N. Munebrega (part. de Calatayud), E. Pardos (de Daroca), S. Cimballa y O. Nuevalos: su estension es de 4 leg. de N. á S. y 3 de E. á O. En su radio se encuentran las granjas de la Vega y Llumes (V.) algunos montes poco poblados y varios riach. que corren hacia el O. en busca del r. Piedra. El terreno es pedregoso y fuerte: participa de secano y huerta, que se fertiliza con las aguas del r. antes mencionado. Los caminos se dirijen a los puntos confinantes y se hallan en el mas deplorable estado. El correo se recibe de Calatayud por balijero 2 veces a la semana: prod.: trigo, centeno, cebada, vino, judias y otras legumbres; mantiene ganado lanar y cabrio, y hay caza de liebres, conejos y perdices. ind., la agrícola, carboneo y un molino harinero de represa: pobl.: 142 vec. y 675 alm.: cap. prod. 1.320,000 rs. imp. 79,800: contr. 18.914: el presupuesto municipal asciende á 6,000 rs., que se cubre con el prod. de propios y por reparto vecinal.
(Madoz, 1848, p. 549)

## Demografía
Monterde cuenta con una población de 152 habitantes (INE 2024).
| Gráfica de evolución demográfica de Monterde entre 1842 y 2021                                                      |
| |
| Población de derecho según los censos de población del INE Población de hecho según los censos de población del INE |

## Administración y política
| Período             | Alcalde                                        | Partido |  |
| ------------------- | ---------------------------------------------- | ------- |  |
| 1979-1979 1979-1983 | Isidro Abián Colás Álvaro Gonzalo Millán       | UCD     |  |
| 1979-1979 1979-1983 | Isidro Abián Colás Álvaro Gonzalo Millán       | UCD     |  |
| 1983-1987           | Manuel Urgel Sanchez                           | CDS     |  |
| 1987-1987 1987-1991 | Francisco Dorado García Antonio Solanas Cuenca | PSOE    |  |
| 1987-1987 1987-1991 | Francisco Dorado García Antonio Solanas Cuenca | PSOE    |  |
| 1991-1992 1992-1995 | Ricardo Lavilla Martin Pedro Blanco Cebolla    | PSOE    |  |
| 1991-1992 1992-1995 | Ricardo Lavilla Martin Pedro Blanco Cebolla    | PSOE    |  |
| 1995-1999           | José Gracia Ruiz                               | PAR     |  |
| 1999-2003           | José Gracia Ruiz                               | PP      |  |
| 2003-2007           | José Gracia Ruiz                               | PP      |  |
| 2007-2011           | José Gracia Ruiz                               | PP      |  |
| 2011-2015           | José Gracia Ruiz                               | PP      |  |
| 2015-2019           | José Gracia Ruiz                               | PP      |  |

| Partido político    | Partido político                                   | 2003   | 2007   | 2011   | 2015   |
| Partido político    | Partido político                                   | Ediles | Ediles | Ediles | Ediles |
|                     | Partido Popular de Aragón (PP)                     | 4      | 4      | 4      | 4      |
|                     | Partido de los Socialistas de Aragón (PSOE-Aragón) | 1      | 1      | 1      | 1      |
|                     | Partido Aragonés (PAR)                             | —      | —      | —      | —      |
|                     | Chunta Aragonesista (CHA)                          | —      | —      | —      | —      |
|                     | Iniciativa Aragonesa (INAR)                        | —      | —      | —      | —      |
| Total de concejales | Total de concejales                                | 5      | 5      | 5      | 5      |

## Símbolos
Escudo
Cuadrilongo de base circular, que trae, de plata, un monte de sinople, sumado de un escudo cuadrilongo de base redondeada y apuntada, con el Señal Real de Aragón, timbrado de coronel abierto, de oro, y acompañado en cada cantón del jefe, de un roel de azur. Al timbre, Corona Real abierta.
Bandera
Paño blanco, de proporción 2/3, con un monte en forma de triángulo verde sumado de un escusón del Señal Real de Aragón, y dos bandas horizontales azules, a una distancia de los bordes superior e inferior de 1/9 de su anchura; flanqueado verticalmente con el Señal Real de Aragón (nueve bandas horizontales amarillas y rojas alternativamente).

## Patrimonio

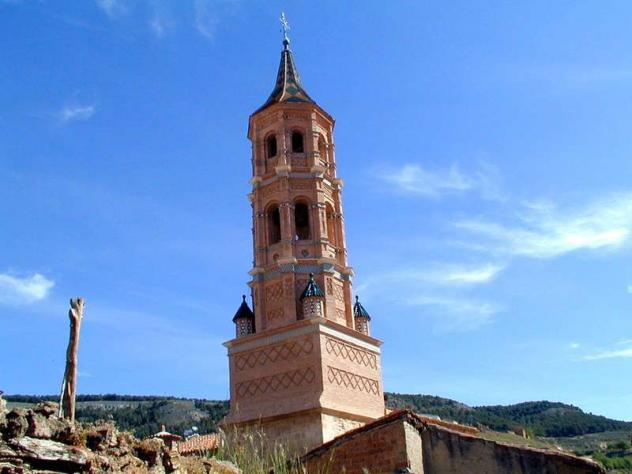
Torre mudéjar de la iglesia de la Asunción

- Iglesia de Nuestra Señora de la Asunción.[3] Eclesiásticamente está incluido en el arciprestazgo del Alto Jalón de la diócesis de Tarazona.
- Restos del castillo de Monterde, protegido como zona arqueológica en resolución del 17/04/2006 publicada el 22/05/2006[9]